# Vlora (kraj)
Kraj Vlora, Vlára nebo též Valona (albánsky Qarku i Vlorës) je jedním z dvanáctí krajů Albánie. Sestává z okresů Delvinë, Saranda a Vlora. Jeho hlavním městem je Vlora. Na severu hraničí s krajem Fier, na východě s krajem Gjirokastër. Západní a jihozápadní hranici tvoří pobřeží Otrantského průlivu mezi Jaderským a Jónským mořem, jižní hranici pak státní hranice s Řeckem.
V kraji žije velká řecká menšina.